# Hörethshof
Hörethshof (oberfränkisch: Höredshuf oder Oaschkeam) ist ein Gemeindeteil der Gemeinde Neudrossenfeld im Landkreis Kulmbach (Oberfranken, Bayern). Hörethshof liegt in der Gemarkung Muckenreuth.

## Geographie
Die Einöde liegt in direkter Nachbarschaft zum Hirschgründlein an einer kleinen Erhebung (357 m ü. NHN), die westlich ins Tal des Rottelbachs, einem linken des Roten Mains, abfällt. Ein Anliegerweg führt unmittelbar östlich zu einer Gemeindeverbindungsstraße, die nach Muckenreuth zur Staatsstraße 2189 (0,8 km nördlich) bzw. nach Sorg verläuft (0,6 km südlich).

## Geschichte
Der Ort wurde 1692 als „Arskern“ erstmals urkundlich erwähnt. Dem Ortsnamen liegt eine Flurbezeichnung zugrunde, die die Lage des Ortes zwischen zwei Erhebungen bildlich ausdrückt (Bestimmungswort: ars, mhd. für Arsch; Grundwort: kern, mhd., Dativ Singular von kërbe für Einschnitt). In der Mundart hat sich der ursprüngliche Ortsname erhalten. 1811 saß die Familie Hörath auf dem Hof. Ab der zweiten Hälfte des 19. Jahrhunderts wurde „Hörethshof“ die allein gebräuchliche amtliche Bezeichnung des Ortes.
Von 1797 bis 1810 unterstand der Ort dem Justiz- und Kammeramt Bayreuth. Mit dem Gemeindeedikt wurde Hörethshof dem 1811 gebildeten Steuerdistrikt Altenplos und der 1812 gebildeten gleichnamigen Ruralgemeinde zugewiesen. Mit dem Zweiten Gemeindeedikt (1818) wurde der Ort an die neu gebildete Ruralgemeinde Muckenreuth überwiesen. Am 1. Juli 1972 wurde Hörethshof im Zuge der Gebietsreform in Bayern nach Neudrossenfeld eingegliedert.

### Einwohnerentwicklung
| Jahr      | 001818 | 001861 | 001871 | 001885 | 001900 | 001925 | 001950 | 001961 | 001970 | 001987 |
| Einwohner | *      | 5      | 5      | 10     | 8      | 6      | 6      | 10     | 6      | 6      |
| Häuser    | *      |        |        | 1      | 1      | 1      | 1      | 1      |        | 1      |
| Quelle    | [ 8 ]  | [ 11 ] | [ 12 ] | [ 13 ] | [ 14 ] | [ 15 ] | [ 16 ] | [ 17 ] | [ 18 ] | [ 1 ]  |

## Religion
Hörethshof ist evangelisch-lutherisch geprägt und nach Neudrossenfeld gepfarrt.